# Hipposideros curtus
Hipposideros curtus är en fladdermusart som beskrevs av Glover Morrill Allen 1921. Hipposideros curtus ingår i släktet Hipposideros och familjen rundbladnäsor. IUCN kategoriserar arten globalt som sårbar. Inga underarter finns listade i Catalogue of Life.
Denna fladdermus når en absolut längd av 69 till 75 mm, inklusive en 18 till 23 mm lång svans. Den har 42 till 47 mm långa underarmar, 7 till 8 mm långa bakfötter och 15 till 22 mm långa öron. En individ vägde 7,1 g. Den långa och yviga pälsen har på ovansidan en mörkbrun färg och undersidan päls är ibland ljusare. Liksom andra släktmedlemmar har arten hudflikar (blad) på näsan. Dessutom kännetecknas huvudet av avrundade öron som är ungefär lika långa som breda. Hipposideros curtus har en svartbrun flygmembran.
Arten förekommer i Kamerun och på ön Bioko (Ekvatorialguinea). Den lever i låglandet och i kulliga områden upp till 500 meter över havet. Habitatet utgörs av ursprungliga tropiska regnskogar. Individerna vilar i grottor. Arten sover även mellan stenblock och under överhängande klippor.